# Campeonato Catarinense de Futebol de 2014 - Série B
A Série B do Campeonato Catarinense de Futebol de 2014 foi a 28ª edição da Segundona do Catarinense, e conta com a participação de 10 equipes neste ano, sendo realizada entre os dias 16 de julho e 16 de novembro. Este é o primeiro ano que a competição passou a ser chamada de Série B, que antes era conhecida como Divisão Especial.
O Inter de Lages e o Guarani de Palhoça fizeram a final da competição. Após dois jogos e dois resultados iguais, 1 a 0 para o Inter em Palhoça e 1 a 0 para o Guarani em Lages, o Leão da Serra se sagrou o campeão da Série B de 2014, por ter tido melhor campanha que o adversário durante a competição.

## Regulamento
O campeonato é dividido em quatro fases distintas:
- Turno: As 10 equipes jogam entre si todas contra todas apenas em partidas de ida. O clube que apresentar a maior pontuação ao final de 9 rodadas é declarado Campeão do Turno e se classificará ao Quadrangular somando 1 ponto extra para esta fase.
- Returno: Idêntico ao Turno, mas com os jogos de volta. Caso o campeão do Turno seja o mesmo do Returno, essa equipe será bonificada com 2 pontos extras no quadrangular.[9]

- Quadrangular: Juntam-se aos campeões dos dois turnos iniciais, as duas equipes com as maiores pontuações na soma das duas fases anteriores. Se o campeão do Turno for o mesmo do Returno, o clube com a terceira maior pontuação se classificará. Nessa fase os quatro classificados jogam todos contra todos, no sistema de pontos corridos. As duas equipes que mais pontuarem nessa fase, serão classificadas para a Final do Campeonato. Os campeões do Turno e Returno iniciam esta fase com 1 ponto de bonificação.
- Final: Nesta fase os dois clubes jogam em partidas de ida e volta e aquele que apresentar mais pontos na fase final, levando-se em consideração o saldo de gols, será declarado Campeão Catarinense da Série B de 2014, se houver empate de pontos e gols, o segundo jogo terá uma prorrogação de 30 minutos com o placar zerado e se esta não resolver, o mandante do segundo jogo (aquele que apresentou maior pontuação nas 3 fases anteriores) será considerado vencedor.[3][4][9]

Observação: Ao início de cada fase, a pontuação de todas as equipes é zerada, a exceção se dá no Quadrangular, visto que os vencedores de cada turno iniciam esse período com um ponto (se o campeão do turno foi o mesmo do returno, este inicia com 2 pontos).
Classificação Final
A Classificação é definida conforme as fases. O Campeão será o vencedor da Final e o Vice-Campeão o perdedor da mesma. O terceiro e o quarto colocado serão, respectivamente, o terceiro e o quarto colocado do Quadrangular. As colocações seguintes serão definidas de acordo com a pontuação nas duas fases iniciais.
O campeão estará classificado para a Série A de 2015. O último colocado será rebaixado para a Série C de 2015 (equivalente a terceira divisão de Santa Catarina).
Critérios de desempate
Caso haja empate de pontos entre dois clubes, os critérios de desempates serão aplicados na seguinte ordem:
1. Número de vitórias;
2. Saldo de gols;
3. Gols marcados;
4. Confronto direto;
5. Número de cartoes vermelhos;
6. Número de cartoes amarelos;
7. Sorteio.

### Taça
O Campeão da Série B do Campeonato Catarinense de Futebol de 2014 recebeu a Taça Fernando Deichmann Pereira, homenagem póstuma da Diretoria da Federação Catarinense de Futebol ao ex-membro do Conselho Fiscal da Entidade, falecido em 21 de outubro de 2014.

## Equipes Participantes
| Equipe           | Município   | Em 2013                 | Estádio                            | Capacidade | Títulos     |
| ---------------- | ----------- | ----------------------- | ---------------------------------- | ---------- | ----------- |
| Atlético Tubarão | Tubarão     | 3º                      | Estádio Domingos Silveira Gonzales | 3.500      | ---         |
| Blumenau         | Blumenau    | 2º (Divisão de Acesso)1 | Complexo Esportivo Bernardo Werner | 5.000      | 1987        |
| Caçador          | Caçador     | 6º                      | Carlos Alberto da Costa Neves      | 6.500      | ---         |
| Camboriú         | Camboriú    | 10º (Divisão Principal) | Robertão                           | 3.000      | 2011        |
| Canoinhas        | Canoinhas   | 8º                      | Estádio Ditão                      | 5.000      | ---         |
| Concórdia        | Concórdia   | 4º                      | Domingos Machado de Lima           | 6.000      | 1991        |
| Guarani          | Palhoça     | 9º (Divisão Principal)  | Estádio Renato Silveira            | 3.000      | 2003 e 2012 |
| Hercílio Luz     | Tubarão     | 9º                      | Aníbal Costa                       | 13.000     | ---         |
| Inter de Lages   | Lages       | 1º (Divisão de Acesso)  | Vidal Ramos Júnior                 | 7.620      | 1990 e 2000 |
| Porto            | Porto União | 7º                      | Municipal Antiocho Pereira         | 4.087      | ---         |

## Primeira fase

### Turno
|  |                   |
|  | Campeão do Turno. |

### Returno
|  |                     |
|  | Campeão do Returno. |

### Confrontos
Para ler a tabela, a linha horizontal representa os jogos da equipe como mandante. A coluna vertical indica os jogos da equipe como visitante.
Jogos do Turno estão em vermelho e os jogos do Returno estão em azul.
|                    | ATT | BLU | CAÇ | CAM | CAN | CON | GUA | HER | INT | POR |
| ------------------ | --- | --- | --- | --- | --- | --- | --- | --- | --- | --- |
| Atlético Tubarão   | —   | 2–0 | 1–0 | 0–1 | 1–0 | 1–2 | 1–0 | 0–0 | 1–0 | 4–0 |
| Blumenau           | 1–1 | —   | 2–0 | 1–1 | 0–0 | 2–2 | 0–1 | 2–0 | 1–3 | 2–1 |
| Caçador            | 0–1 | 0–1 | —   | 0–3 | 2–2 | 0–1 | 0–0 | 0–0 | 1–1 | 4–0 |
| Camboriú           | 2–0 | 2–0 | 2–0 | —   | 1–1 | 3–1 | 1–1 | 3–2 | 4–3 | 4–5 |
| Canoinhas          | 1–1 | 1–1 | 1–2 | 0–1 | —   | 0–0 | 0–3 | 1–2 | 0–1 | 0–1 |
| Concórdia          | 3–0 | 3–1 | 1–1 | 2–0 | 3–1 | —   | 0–0 | 2–0 | 0–0 | 7–1 |
| Guarani de Palhoça | 3–0 | 2–0 | 2–0 | 2–1 | 6–2 | 1–3 | —   | 2–4 | 0–2 | 4–0 |
| Hercílio Luz       | 1–1 | 0–0 | 2–1 | 0–2 | 1–1 | 2–2 | 1–3 | —   | 0–1 | 1–1 |
| Inter de Lages     | 4–1 | 1–1 | 1–0 | 2–0 | 0–1 | 1–0 | 2–1 | 2–0 | —   | 6–1 |
| Porto              | 0–4 | 0–1 | 2–2 | 0–0 | 0–1 | 3–2 | 0–1 | 1–0 | 0–3 | —   |

| Vitória do mandante | Vitória do visitante | Empate |

### Classificação geral
|  |                                                             |
|  | Classificado ao Quadrangular (campeão do Turno ou Returno). |
|  | Classificado ao Quadrangular por índice técnico.            |
|  | Rebaixado à Série C de 2015.                                |

### Desempenho por Rodada
Clubes que lideraram a classificação geral (fase inicial) ao final de cada rodada:
| Rodadas | Rodadas | Rodadas | Rodadas | Rodadas | Rodadas | Rodadas | Rodadas | Rodadas | Rodadas | Rodadas | Rodadas | Rodadas | Rodadas | Rodadas | Rodadas | Rodadas | Rodadas |
| Turno   | Turno   | Turno   | Turno   | Turno   | Turno   | Turno   | Turno   | Turno   | Returno | Returno | Returno | Returno | Returno | Returno | Returno | Returno | Returno |
| ------- | ------- | ------- | ------- | ------- | ------- | ------- | ------- | ------- | ------- | ------- | ------- | ------- | ------- | ------- | ------- | ------- | ------- |
| 1       | 2       | 3       | 4       | 5       | 6       | 7       | 8       | 9       | 10      | 11      | 12      | 13      | 14      | 15      | 16      | 17      | 18      |
| INT     | CON     | CON     | INT     | INT     | INT     | CON     | INT     | INT     | INT     | INT     | INT     | INT     | INT     | INT     | INT     | INT     | INT     |

Clubes que ficaram na última posição da classificação geral (fase inicial) ao final de cada rodada:
| Rodadas | Rodadas | Rodadas | Rodadas | Rodadas | Rodadas | Rodadas | Rodadas | Rodadas | Rodadas | Rodadas | Rodadas | Rodadas | Rodadas | Rodadas | Rodadas | Rodadas | Rodadas |
| Turno   | Turno   | Turno   | Turno   | Turno   | Turno   | Turno   | Turno   | Turno   | Returno | Returno | Returno | Returno | Returno | Returno | Returno | Returno | Returno |
| ------- | ------- | ------- | ------- | ------- | ------- | ------- | ------- | ------- | ------- | ------- | ------- | ------- | ------- | ------- | ------- | ------- | ------- |
| 1       | 2       | 3       | 4       | 5       | 6       | 7       | 8       | 9       | 10      | 11      | 12      | 13      | 14      | 15      | 16      | 17      | 18      |
| POR     | POR     | POR     | POR     | POR     | CAÇ     | CAÇ     | CAÇ     | CAÇ     | CAÇ     | CAÇ     | CAÇ     | CAÇ     | CAÇ     | CAN     | CAÇ     | CAÇ     | CAÇ     |

## Quadrangular

### Confrontos
Para ler a tabela, a linha horizontal representa os jogos da equipe como mandante. A coluna vertical indica os jogos da equipe como visitante.
Jogos de Ida estão em vermelho e os jogos de Volta estão em azul.
|                    | CAM | CON | GUA | INT |
| ------------------ | --- | --- | --- | --- |
| Camboriú           | —   | 1–2 | 5–1 | 0–1 |
| Concórdia          | 1–1 | —   | 1–2 | 0–2 |
| Guarani de Palhoça | 1–0 | 2–0 | —   | 2–0 |
| Inter de Lages     | 2–0 | 3–2 | 1–0 | —   |

| Vitória do mandante | Vitória do visitante | Empate |

### Classificação
O campeão do Turno e do Returno iniciam esta fase com um ponto de bonificação cada.
|  |                                            |
|  | Classificados à Final e à Série A de 2015. |

### Desempenho por Rodada
Clubes que lideraram o Quadrangular ao final de cada rodada:
| 1   | 2 | 3 | 4 | 5 | 6 |
| INT |   |   |   |   |   |

Clubes que ficaram na segunda posição do Quadrangular ao final de cada rodada:
| 1   | 2 | 3 | 4 | 5 | 6 |
| GUA |   |   |   |   |   |

## Final
O time de melhor campanha na classificação geral tem o direito do mando de campo na segunda partida da final, além da vantagem do resultado de empate ao final dos critérios de desempate.

### Partida de ida
| 15 de novembro | Guarani de Palhoça | 0 – 1  | Inter de Lages | Estádio Renato Silveira               |
| 17:00          |                    | Súmula | 4' Xipote      | Público: 433 Árbitro: SC Célio Amorim |

### Partida de volta
| 23 de novembro | Inter de Lages | 0 – 1  | Guarani de Palhoça | Estádio Vidal Ramos Júnior, Lages                  |
| 17:00          |                | Súmula | 58' Tauã           | Público: 4 229 Árbitro: SC Leandro Messina Perrone |

## Premiações
| Campeonato Catarinense de Futebol de 2014 - Série B |
| --------------------------------------------------- |
| Inter de Lages Campeão (3º título)                  |

### Individuais
| Artilheiro:               | Vice-artilheiro:                   | Terceiro artilheiro:                         |
| ------------------------- | ---------------------------------- | -------------------------------------------- |
| Tauã (Guarani de Palhoça) | Alê Menezes (Inter de Lages)       | Cadu (Camboriú)                              |
| Goleiro menos vazado:     | Segundo goleiro menos vazado:      | Terceiro goleiro menos vazado:               |
| Pablo (Inter de Lages)    | Rodrigo Rocha (Guarani de Palhoça) | Eduardo (Concórdia) Simão (Atlético Tubarão) |
| Melhor árbitro:           | Melhor assistente:                 | Melhor assistente:                           |
| Leandro Messina Perrone   | Eli Alves                          | Diego Leonel Félix                           |

### Seleção do campeonato
A escolha da seleção do campeonato e dos destaques da arbitragem foram eleitas com base na avaliação dos jogos do Quadrangular e das finais.
| Goleiros               | Defensores                                                                                           | Meio campo | Atacantes                                              |
| ---------------------- | --- | --- | ------------------------------------------------------ |
| Pablo (Inter de Lages) | Thoni (Inter de Lages) Vitor Hugo (Inter de Lages) Plínio (Inter de Lages) Kapa (Guarani de Palhoça) | Michel (Guarani de Palhoça) Emerson Dantas (Inter de Lages) Athos (Inter de Lages) Hegon (Guarani de Palhoça) | Alê Menezes (Inter de Lages) Tauã (Guarani de Palhoça) |

## Principais artilheiros
| Gols | Jogador              | Clube              |
| ---- | -------------------- | ------------------ |
| 11   | Tauã                 | Guarani de Palhoça |
| 10   | Alê Menezes          | Inter de Lages     |
| 9    | Cadu                 | Camboriú           |
| 8    | Michel               | Concórdia          |
| 6    | Dudu                 | Porto-SC           |
| 6    | Giba                 | Porto-SC           |
| 6    | Michel               | Guarani de Palhoça |
| 6    | Thiago               | Camboriú           |
| 5    | Diogo Dolem          | Guarani de Palhoça |
| 5    | Marcelo Quilder      | Inter de Lages     |
| 5    | Tiago Pereira        | Concórdia          |
| 4    | André Avelino        | Hercílio Luz       |
| 4    | Brasão               | Inter de Lages     |
| 4    | Edu Salles           | Concórdia          |
| 4    | Matheus Guerreiro    | Camboriú           |
| 4    | Max                  | Camboriú           |
| 4    | Rafael Santos        | Blumenau           |
| 4    | Serginho Catarinense | Camboriú           |

## Goleiros menos vazados
| #                                        | Média  | Goleiro       | Time               | JO | GS |
| ---------------------------------------- | ------ | ------------- | ------------------ | -- | -- |
| 1º                                       | 0,7083 | Pablo         | Inter de Lages     | 24 | 17 |
| 2º                                       | 0,7222 | Rodrigo Rocha | Guarani de Palhoça | 18 | 13 |
| 3º                                       | 0,8571 | Eduardo       | Concórdia          | 14 | 12 |
| 3º                                       | 0,8571 | Simão         | Tubarão            | 14 | 12 |
| 5º                                       | 1,0000 | Luiz Fernando | Camboriú           | 6  | 6  |
| 6º                                       | 1,0000 | Danrley       | Camboriú           | 1  | 1  |
| 6º                                       | 1,0000 | Enderson      | Blumenau           | 1  | 1  |
| 6º                                       | 1,0000 | Renan         | Inter de Lages     | 1  | 1  |
| 9º                                       | 1,1764 | Paulo Sérgio  | Camboriú           | 17 | 20 |
| 10º                                      | 1,2353 | Mauricio      | Blumenau           | 17 | 21 |
| JO - número de jogos; GS - gols sofridos |        |               |                    |    |    |

## Maiores públicos
Esses são os cinco maiores públicos do Campeonato:
| Nº | Público[PP] | Mandante       | Placar | Visitante          | Estádio            | Data           | Rodada            |
| -- | ----------- | -------------- | ------ | ------------------ | ------------------ | -------------- | ----------------- |
| 1  | 4 229       | Inter de Lages | 0 – 1  | Guarani de Palhoça | Vidal Ramos Júnior | 23 de novembro | 2ª (Final)        |
| 2  | 3 128       | Inter de Lages | 2 – 0  | Camboriú           | Vidal Ramos Júnior | 1 de novembro  | 4ª (Quadrangular) |
| 3  | 2 555       | Inter de Lages | 1 – 0  | Caçador            | Vidal Ramos Júnior | 3 de setembro  | 9ª (Turno)        |
| 4  | 2 439       | Inter de Lages | 1 – 0  | Guarani de Palhoça | Vidal Ramos Júnior | 25 de outubro  | 2ª (Quadrangular) |
| 5  | 2 258       | Inter de Lages | 2 – 0  | Camboriú           | Vidal Ramos Júnior | 10 de agosto   | 5ª (Turno)        |

- PP. ^ Considera-se apenas o público pagante

## Trívias
- No dia 2 de maio, representantes dos dez clubes participantes da Série B de 2014 se uniram para discutir ações de marketing para a captação de patrocinadores e recursos financeiros.[14]

- 1No dia 24 de junho foi anunciado o pedido de licenciamento do Imbituba das competições oficiais junto a Federação Catarinense, alegando problemas financeiros. Com isso o Blumenau, vice-campeão da Divisão de Acesso de 2013, assumiu a vaga para a disputa da Série B de 2014.[15][16]

- As duas primeiras rodadas do campeonato tiveram uma marca negativa. Todos os times participantes da competição foram proibidos de vender ingressos dos seus jogos como mandantes, pois os dez clubes não enviaram os laudos técnicos de segurança dos seus estádios. Devido a isso, alguns jogos da primeira e segunda fase foram disputados com portões fechados,[17][18] exceto o Hercílio Luz e o Inter de Lages que conseguiram uma liminar e tiveram a liberação judicial para receber seus torcedores.[19][20]

- Já na primeira rodada do returno do quadrangular, o Inter de Lages garantiu a vaga às finais da competição e, consequentemente, a vaga à Série A de 2015 do Campeonato Catarinense.[21] Já o Guarani de Palhoça garantiu sua classificação na rodada seguinte.[22]